# Крицмов
Крицмов (нем. Kritzmow) — община в Германии, в земле Мекленбург-Передняя Померания.
Входит в состав района Бад-Доберан. Подчиняется управлению Варнов-Вест.  Население составляет 3246 человек (на 31 декабря 2010 года). Занимает площадь 14,81 км².